# Mitsubishi Dignity
Mitsubishi Dignity — представницькі лімузини, що виробляються фірмою Mitsubishi з 1999 року.

## Перше покоління

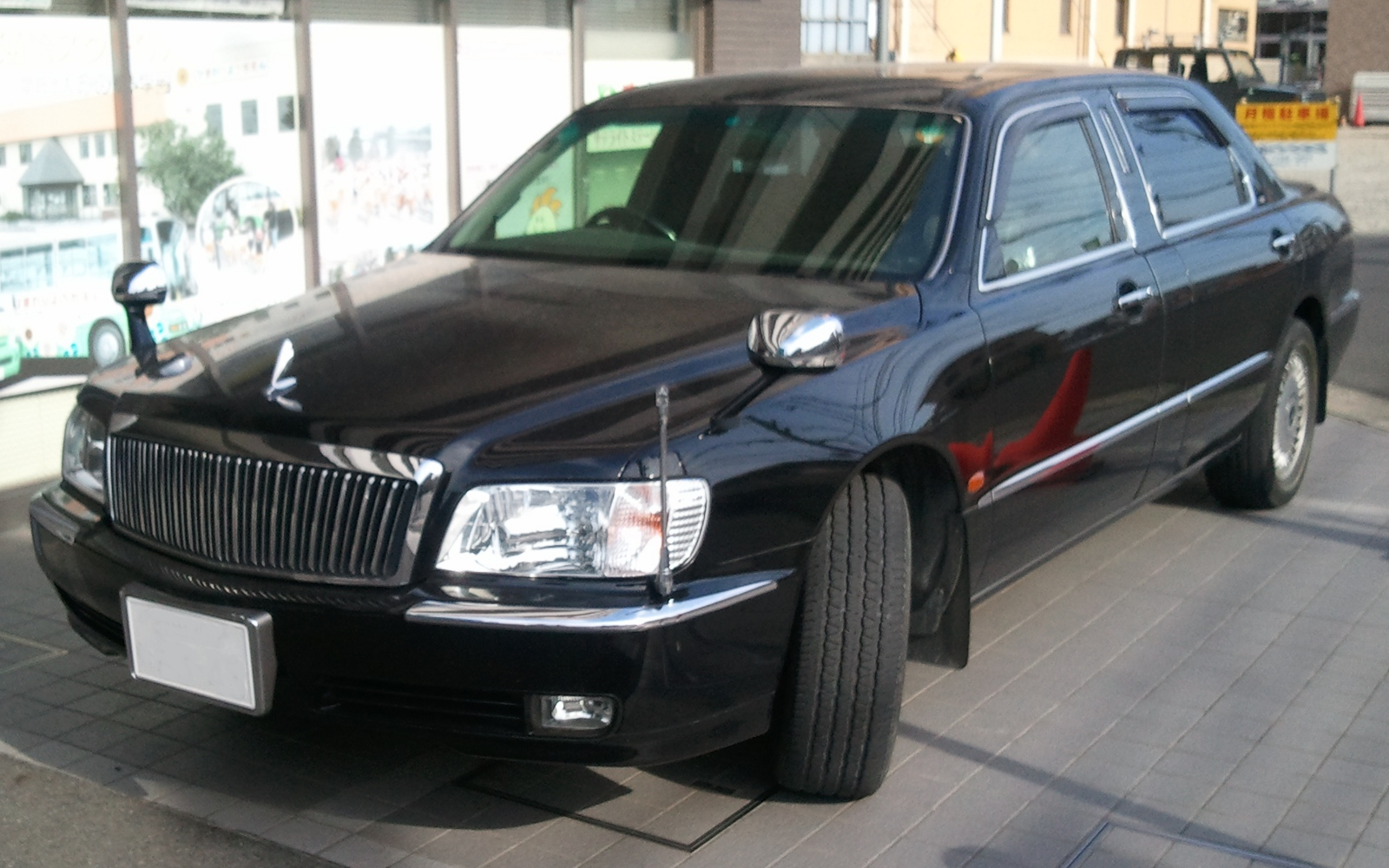
Mitsubishi Dignity I

У 1999 році замість моделі Debonair компанія Mitsubishi запустила у виробництво новий флагманський седан, який отримав назву Mitsubishi Dignity. Автомобіль створений на базі моделі Proudia, також належить до автомобілів класу «люкс». Фактично Міцубісі Дігніті — це Proudia, подовжена на 285 мм. У розробці автомобіля брала участь компанія Hyundai, яка випустила його як Hyundai Equus, що став комерційно успішнішим конкурента, незважаючи на те що 80 % всіх вузлів обох моделей ідентичні.
Випускався Mitsubishi Dignity до 2001 року, після чого виробництво нових автомобілів даної моделі було відкладено на 11 років. Пов'язано це було з тим, що автомобіль не користувався популярністю — за три роки було вироблено всього 59 автомобілів, причому продали за цей період тільки 48 машин. А фінансові труднощі, що виникли у виробника тільки прискорили відмову від його подальшого випуску.
Позиціонувався Міцубісі Дігніті як конкурент Nissan President і Toyota Century. Але на відміну від них Mitsubishi випускала свій люксовий седан з переднім приводом, продовживши ідею передньопривідних люксових автомобілів, розпочату ще на другому поколінні Mitsubishi Debonair.

### Двигун
| Модель        | Роки випуску | Двигун                   | Об'єм    | Потужність              |
| ------------- | ------------ | ------------------------ | -------- | ----------------------- |
| 4,5 l V8 8A80 | 1999-2001    | 8-циліндровий Бензиновий | 4498 см3 | 280 к.с. при 5000 об/хв |

## Друге покоління

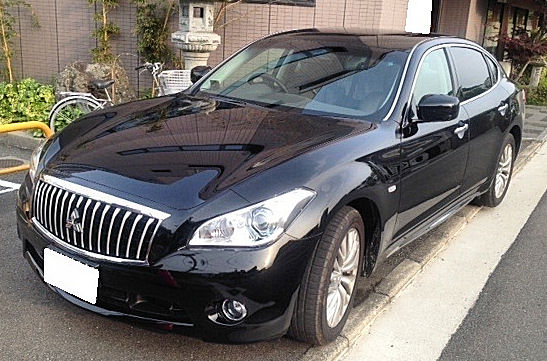
Mitsubishi Dignity ІІ

У 2012 році японці вирішили відродити ім'я Dignity. Однак це була не оригінальна розробка компанії, а перелицьована копія моделі Nissan Cima. Варіанти під обома брендами випускалися на заводі Nissan в Точігі.
Седан довжиною 5,1 метра став флагманом модельного ряду марки Mitsubushi. У автомобіля був ще й більш простіший варіант з укороченою колісною базою — Mitsubishi Proudia, він же Infiniti Q70.
Mitsubishi Dignity оснащувався гібридною силовою установкою, що складається з бензинового мотора V6 3.5 (306 к.с.), Електродвигуна потужністю 68 к.с. і 7-ст. «автомата». Автомобіль мав привід на задні колеса.
Виробництво моделі завершилося в кінці 2016 року.

### Двигун
- 3.5 L Nissan VQ35HR V6 (hybrid)